# Apremont (Vendée)
Apremont es una comuna francesa situada en el departamento de Vendée, en la región de Países del Loira.

## Demografía
| 1081 | 1146 | 1109 | 1131 | 1152 | 1119 | 1948 |
| Para los censos de 1962 a 1999 la población legal corresponde a la población sin duplicidades (Fuente: INSEE [Consultar]) |      |      |      |      |      |      |